# Filipe Sissé
Filipe Sissé (22 giugno 2001) è un calciatore portoghese, centrocampista del Real Ávila.

## Carriera
A livello giovanile è cresciuto nei vivai di Sporting Lisbona e Gil Vicente.
Nella stagione 2020-2021 ha trascorso la sua prima annata in una prima squadra, disputando il Campeonato de Portugal (che all'epoca rappresentava ancora la terza serie nazionale) tra le file della Mondinense. L'anno seguente ha giocato invece con il Manchego Ciudad Real nel torneo di Tercera Federación, ovvero il quinto livello della piramide calcistica spagnola.
Durante l'estate 2022 si è allenato per circa sei settimane con gli svedesi del Varberg, i quali lo hanno poi tesserato ad agosto con un contratto fino al 2026. Di lì a novembre, mese in cui è terminato il campionato di Allsvenskan 2022, il centrocampista portoghese ha realizzato due reti in dieci presenze, metà delle quali da titolare. L'anno seguente, sulle trenta partite di campionato previste dal calendario, è stato schierato in quindici di esse, di cui solo tre da titolare. Al termine dell'Allsvenskan 2023 i neroverdi sono retrocessi in virtù dell'ultimo posto in classifica, mentre Sissé ha lasciato la squadra al fine di trovare maggiore spazio altrove.
Nel gennaio 2024 è tornato a far parte di una squadra spagnola con l'ingaggio da parte del Rayo Majadahonda, formazione impegnata nel campionato di Primera Federación 2023-2024.